# Lasianthus sepalinus
Lasianthus sepalinus är en måreväxtart som beskrevs av Henry Nicholas Ridley. Lasianthus sepalinus ingår i släktet Lasianthus och familjen måreväxter. Inga underarter finns listade i Catalogue of Life.